# Псарська різанина

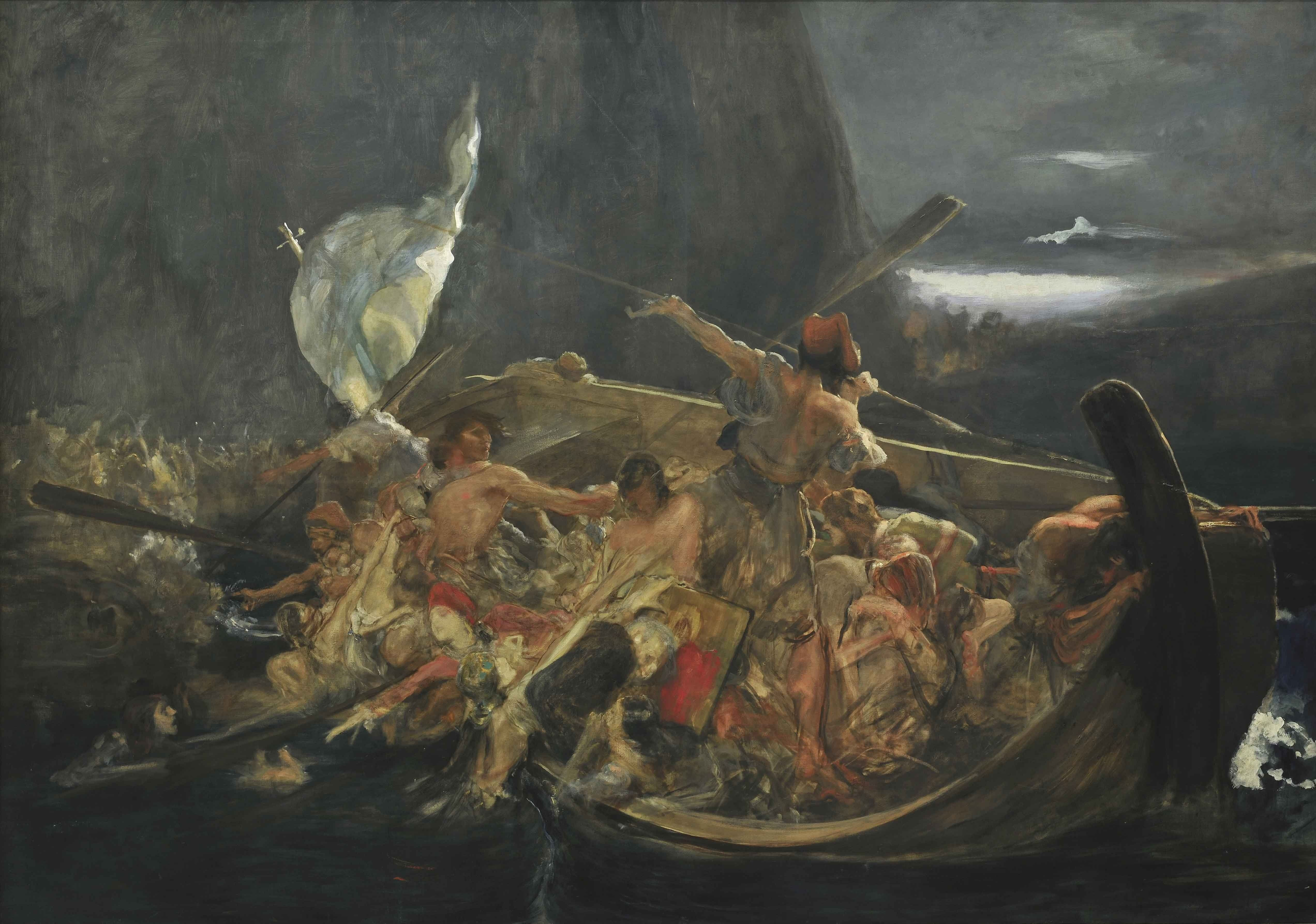
Картина Ніколаоса Гізіса, що зображає втечу уцілілих псаріотів зі зруйнованого острова

Прапор острова Псара в роки Грецької революції

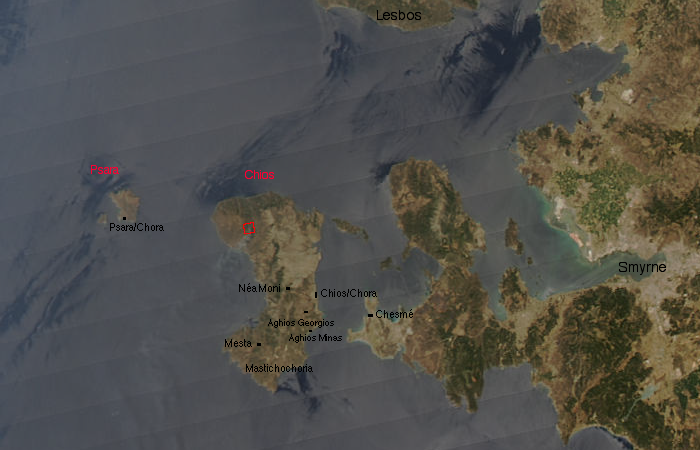
Мапа Хіосу та Псара

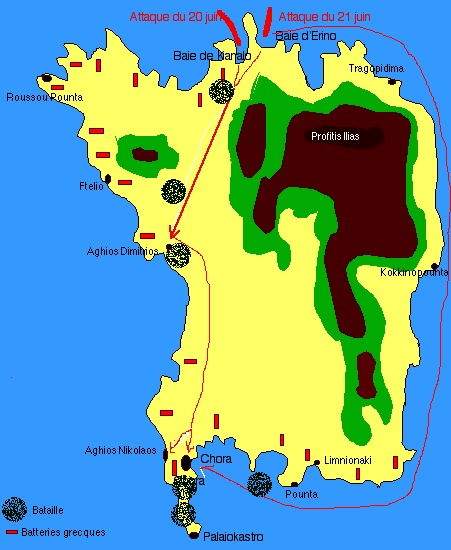
Мапа різні

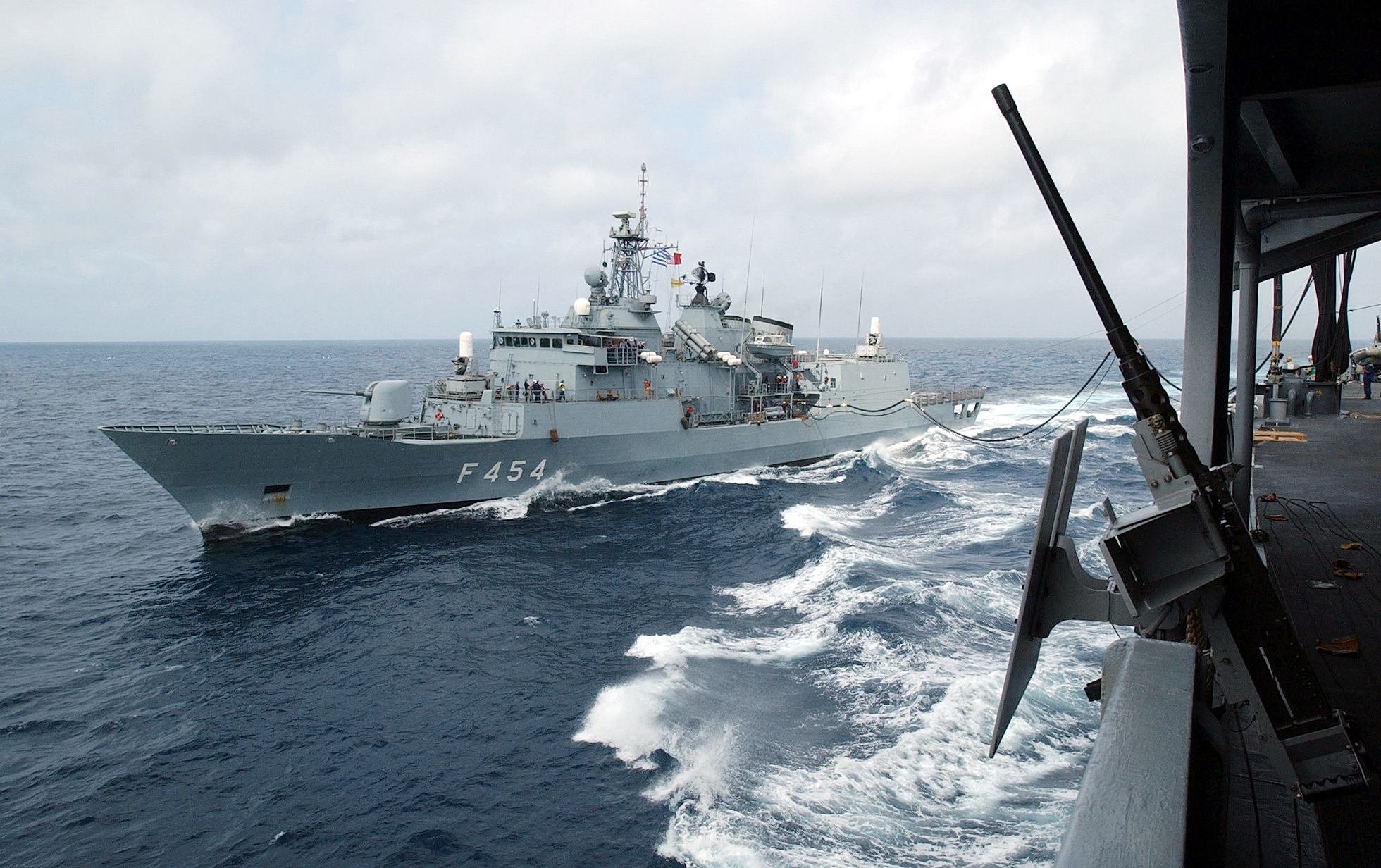
Фрегат типу Меко «HS Psara F454»

38°34′09″ пн. ш. 25°35′05″ сх. д. / 38.5693° пн. ш. 25.5847° сх. д.
Пса́рська різани́на — подія грецької боротьби за незалежність від Османської Туреччини, під час якого 20 червня (4 липня) — 21 червня (5 липня) 1824 турками знищена або продана в рабство половина 7000-го населення грецького острова Псара, розташованого біля острова Хіос, а також 12 000 (з 24 000) біженців з інших островів, що перебували в той час на Псара.
Однак на відміну від вчиненої турками двома роками раніше різні беззбройного населення на острові Хіос (Хіоська різанина), грецька література та історіографія, стосовно подій на Псара, застосовує термін Руйнування Псара, але найчастіше та одразу після подій термін Голокост Псара (грец. Το Ολοκαυτωμα των Ψαρων). Ємне грецьке слово «Голокост» в XX столітті, через англійську мову, отримало вузьке історичне значення та стосовно конкретного народу. Але саме слово Голокост, в повному його грецькому значенні та вживане до багатьох подій грецької історії, відповідає подіям 1824 на острові Псара: героїчна оборона, повне руйнування/спалення, різанина населення та принесення себе в жертву Свободі.

## Епілог
З 6500 осіб Псара вижили 3614. Близько 400 чоловіків і 1500 жінок та дітей були вбиті, 1500 потрапили в рабство. З горян 300 загинули в боях. З 24 000 біженців з інших островів вижила лише половина. Зовсім небагато чоловіків-псаріотів потрапило туркам в полон. Чотирьом з них, вимушеним служити на турецькому кораблі, вдалося втекти під час Наваринської морської битви.
Оплакавши загиблих та поселивши вижили жінок та дітей у місті-фортеці Монемвасія, псаріоти стали готувати свої вцілілі кораблі до виходу. Усі витрати на цивільне населення і флот взяв на себе повернувся до того часу з Росії вже сивий ветеран Орловських подій, псаріот Іоанніс Варвакіс.
Наступним етапом для псаріотів став самоський бій, де флот псаріотов, під командуванням адмірала Николіса Апостоліса, що налічував 10 озброєних торгових суден і 5 брандерів під командуванням капітанів Константіноса Канаріса, Папаніколіса, Константіса Нікодімоса, Врацаноса, Врулоса. Псаріоти брали участь у всіх наступних морських боях.
Після Визволення, спустошений острів Псара залишився поза межами відродженої грецької держави. Псаріоти були поселені в місті Еретрії, о-в Евбея, де більшість з них і проживає по сьогоднішній день.
Через 88 років, під час Першої Балканської війни, Псара був звільнений адміралом Павлосом Кунтуріотісом 21 жовтня (3 листопада) 1912.
Сьогодні на острові постійно (і в зимовий час) проживає не більше 500 осіб. ВМФ Греції не забуває про героїчний острів і в його складі постійно присутня бойова одиниця під ім'ям Псара, включаючи останній фрегат типу Меко, збудований за німецькою ліцензією на грецькій верфі Hellenic Shipyards.